# Miss Internacional 1983
Miss Internacional 1983 fue la 23.ª edición de Miss Internacional, cuya final se llevó a cabo dentro del Centro de conferencias de Osaka (1983) en la ciudad de Osaka, en Japón el 11 de octubre de 1983. Candidatas de 41 países y territorios compitieron por el título. Al final del evento Christie Claridge, Miss Internacional 1982 de Estados Unidos coronó a Gidget Sandoval, de Costa Rica como su sucesora.

## Resultados
| Resultados finales      | Concursante |
| ----------------------- | --- |
| Miss Internacional 1983 | - Costa Rica - Gidget Sandoval |
| 1° Finalista            | - Australia - Michelle Marie Banting |
| 2° Finalista            | - Dinamarca - Inge Ravn Thompsen |
| Semifinalistas (Top 15) | - Bélgica - Marina De Ruyck - Colombia - Marta Liliana Ruiz Orduz - España - Milagros Pérez Castro - Corea del Sur - Chung Young-soon - Escocia - Alison Dunn - Estados Unidos - Kimberly Anne Bleier - Inglaterra - Nicola Stanley - Irlanda - Sandra Eglington - Italia - Federica Silvia Tersch - Japón - Akemi Fujita - Países Bajos - Brigitte Bergman - Nueva Zelanda - Brenda Denisse Ngatai |

### Premios especiales
- Miss Simpatía:  Bolivia - Eliana Limpias Suárez
- Miss Fotogénica:  Inglaterra - Nicola Stanley
- Traje Nacional:  Corea del Sur - Chung Young-soon
- Miss Elegancia:  Austria - Eveline Rille

## Concursantes
- Australia - Michelle Marie Banting
- Austria - Eveline Rille
- Bélgica - Marina De Ruyck
- Bolivia - Eliana Limpias Suárez
- Brasil - Geórgia Marinho Ventura
- Canadá - Starr Andreeff
- Colombia - Marta Liliana Ruiz Orduz
- Costa Rica - Gidget Sandoval Herrera
- Dinamarca - Inge Ravn Thomsen
- Inglaterra - Nicola Stanley
- Finlandia - Niina Maarit Kesäniemi
- Francia - Valérie Guenveur
- Alemania - Loana Katharina Radecki
- Grecia - Plousia "Sia" Farfaraki
- Guam - Shannon Dilbeck
- Países Bajos - Brigitte Bergman
- Honduras - Ileana Maritza López Turcios
- Hong Kong - Eve Lee Yuet-Fu
- Islandia - Steinunn Johanna Bergmann
- India - Sahila Vimal Chadha
- Irlanda - Sandra Eglington
- Israel - Sigal Fogel
- Italia - Federica Silvia Tersch
- Japón - Akemi Fujita
- Corea del Sur - Chung Young-soon
- Malasia - Helen Ann Peters
- México - Rosalba Chávez Carretero
- Nueva Zelanda - Brenda Dennise Ngatai
- Marianas del Norte - Margarita Tenorio Benavente
- Noruega - Christine Zeiner
- Filipinas - Flor Eden "Epang" Guano Pastrana
- Portugal - Cesaltina da Conceição Lopes da Silva
- Escocia - Alison Dunn
- Singapur - Patricia Ngow Pui Lee
- España - Milagros Pérez Castro
- Suiza - Barbara Zehnder
- Tailandia - Kasama Senawat
- Turquía - Guzin Yildiz
- Estados Unidos - Kimberly Anne Bleier
- Venezuela - Donnatella "Donna" Bottone Tirante
- Gales - Lianne Patricia Gray

|}

### No Compitió
- Argentina - Patricia Marisconi
- Suecia - Suzan Salomonsson